# Zanele Situ
Ntombizanele Situ, mest känd som Zanele Situ, född 19 januari 1971 i Kokstad i KwaZulu-Natal, död 1 november 2023 på samma plats, var en sydafrikansk paraidrottare som tävlade i kastgrenar. Hon vann två guldmedaljer vid de paralympiska spelen och var Sydafrikas första färgade kvinnliga guldmedaljör.
Situ växte upp i en familj med fem barn. När hon var tolv år gammal utvecklade hon en sjukdom som gjorde att hon blev förlamad i båda benen. Hon satt i rullstol och tävlade i klass F54 för personer med ryggmärgsskada.
Hennes främsta gren var spjut, men hon tävlade också i diskus och andra kastgrenar. 
Zanele Situ var fanbärare för den sydafrikanska truppen vid paralympiska sommarspelen 2016 i  Rio de Janeiro. Hennes historia beskrivs i barnboken Zanele Situ: My Story av Liz Sparg, Jesse Breytenbach och Andy Thesen, som är fritt tillgänglig på internet.

## Utmärkelser
År 2003 tilldelades Situ Ikhamangaorden i silver för sina prestationer vid de paralympiska sommarspelen 2000 i Sydney.